# Кумшацкий (хутор)
Кумшацкий — хутор в Миллеровском районе Ростовской области. Входит в состав Верхнеталовского сельского поселения.

## География

### Улицы
- ул. Дачная,
- ул. Закурганная,
- ул. Майская,
- ул. Хуторская.

## Население
| 2010 |
| ---- |
| 209  |